# Rodger Maus
Rodger Ernest Maus (* 15. September 1932 in Ogden, Utah; † 16. März 2017 in Palm Springs, Kalifornien) war ein US-amerikanischer Szenenbildner und Artdirector.

## Leben
Maus besuchte die University High School in West Los Angeles, trat 1953 der United States Army bei und diente im Koreakrieg. Seine Karriere im Filmstab begann als Bote bei 20th Century Fox. In den 1960er Jahren arbeitete er als Artdirector mit Produzent Irwin Allen an dessen Science-Fiction-Serien Die Seaview – In geheimer Mission, Verschollen zwischen fremden Welten und Time Tunnel.
1975 war er am Fernsehfilm The Missing Are Deadly erstmals als Szenenbildner tätig; sein erster Spielfilm in dieser Tätigkeit war Blake Edwards Romantik-Komödie Zehn – Die Traumfrau. Bis 1991 wirkte Maus an insgesamt zehn Filmen von Edwards mit, darunter Blind Date – Verabredung mit einer Unbekannten, Switch – Die Frau im Manne und Victor/Victoria. 1983 war er für Victor/Victoria zusammen mit Tim Hutchinson, William Craig Smith und Harry Cordwell für den Oscar in der Kategorie bestes Szenenbild nominiert, die Auszeichnung ging in diesem Jahr jedoch an Gandhi. Für sein Wirken am US-amerikanischen Fernsehen war er zwei Mal für den Primetime Emmy nominiert, den er 1995 für die Miniserie Scarlett gewinnen konnte.

## Filmografie (Auswahl)
- 1972: Kalter Hauch (The Mechanic)
- 1979: Zehn – Die Traumfrau (10)
- 1980: Herbie dreht durch (Herbie Goes Bananas)
- 1982: Victor/Victoria
- 1983: Frauen waren sein Hobby (The Man Who Loved Women)
- 1987: Blind Date – Verabredung mit einer Unbekannten (Blind Date)
- 1988: Sunset – Dämmerung in Hollywood (Sunset)
- 1989: Skin Deep – Männer haben’s auch nicht leicht (Skin Deep)
- 1991: Switch – Die Frau im Manne (Switch)
- 1995: Das Dorf der Verdammten (John Carpenter’s Village of the Damned)

## Auszeichnungen (Auswahl)
- 1983: Oscar-Nominierung in der Kategorie bestes Szenenbild für Victor/Victoria